# Graafschap Ravensberg
Ravensberg was een tot de Nederrijns-Westfaalse Kreits behorend graafschap binnen het Heilige Roomse Rijk in het noordoosten van Westfalen.

## Geschiedenis

### Het graafschap onder het huis Kalvelage (tot 1346)
De graven van Kalvelage of Calvelage, die in 1082 voor het eerst vermeld worden, vestigen zich omstreeks 1100 in de burcht Ravensberg bij Borgholzhausen. Zij houden sinds het midden van de twaalfde eeuw het graafschap als leen van het hertogdom Saksen. Sinds 1140 noemen ze zich graaf van Ravensberg. Zij verwerven goederen rond Vechta, Bielefeld, Herford en Halle/Westfalen. Waarschijnlijk rond 1180 wordt het graafschap rijksvrij.
Jutta van Ravensberg verkoopt op 18 juni 1252 de goederen bij Vechta en in het Eemsland (zie: Nedersticht (Münster)) aan het prinsbisdom Münster.
In 1346 sterft het gravenhuis uit met graaf Bernhard van Ravensberg.

### Het graafschap onder het huis Gulik (1346-1511)
De overgang naar de volgende dynastie loopt via Margaretha van Ravensberg, de dochter van graaf Otto IV van Ravensberg en Margaretha van Berg. Via haar vader is zij erfgename van het graafschap Ravensberg en via haar moeder van het belangrijkere graafschap Berg. Zij is gehuwd met Gerard van Gulik, een zoon van hertog Willem van Gulik. Deze Margaretha is heerseres over Berg en Ravensberg en zij wordt in 1361 opgevolgd door haar zoon Willem. Willem wordt in 1380 verheven tot hertog van Berg. Na zijn dood in 1408 worden het hertogdom Berg en het graafschap Ravensberg weer van elkaar gescheiden doordat zijn twee zoons de bezittingen delen: Adolf wordt hertog van Berg en Willem wordt graaf van Ravensberg. In 1409 wordt het ambt Enger als pand verworven van Lippe.
Willem wordt in 1428 niet opgevolgd door zijn zoon Gerard, want het graafschap komt aan zijn broer Adolf. Omdat Adolf sinds 1423 ook hertog van Gulik is, zijn Gulik, Berg en Ravensberg in één hand gekomen. Na de dood van zijn oom Adolf, wordt Gerhard hertog. Het huis Gulik sterft in 1511 uit met hertog Willem, zoon van Gerhard.

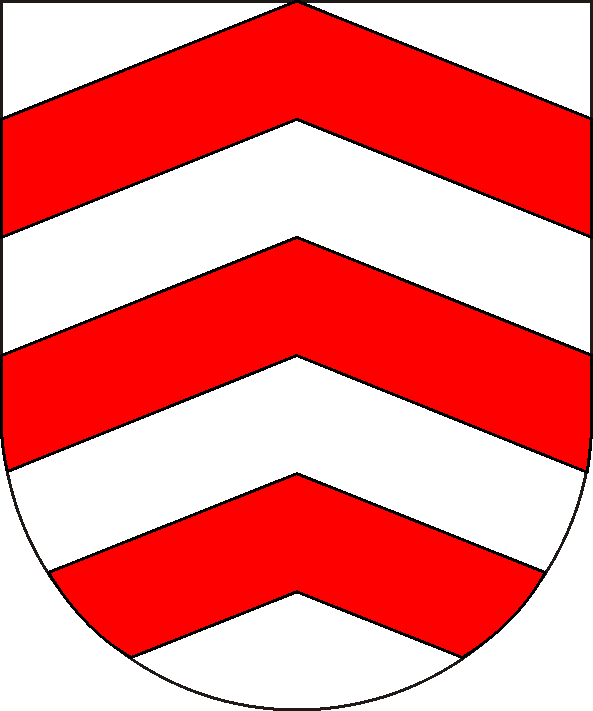
graafschap Ravensberg
wapen van 1360 tot 1521
wapen van 1521 tot 1539
wapen van 1539 tot 1543
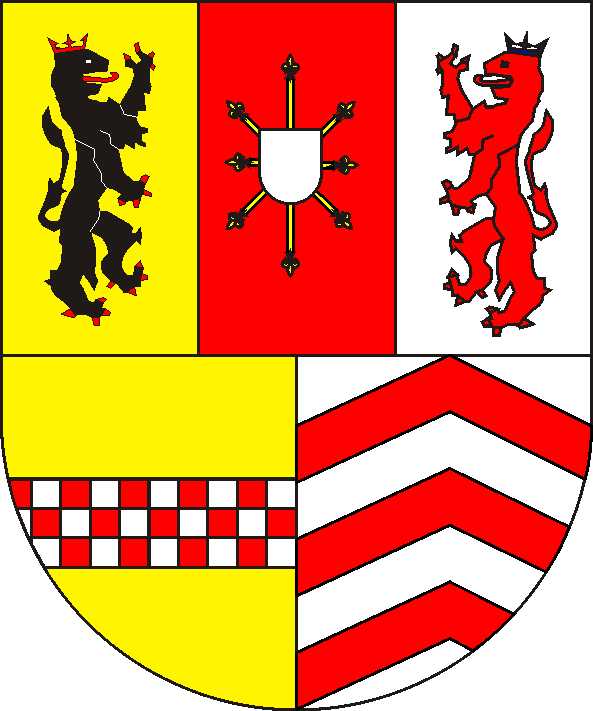
wapen van 1543 tot 1609

zie ook Wapen van Gulik-Kleef-Berg

### Het graafschap onder het huis Mark (1511-1609)
Omdat Maria van Gulik, de dochter van Willem II, gehuwd is met Jan III, hertog van Kleef en graaf van Mark, worden er nu vijf vorstendommen verenigd: de hertogdommen Berg, Gulik en Kleef en de graafschappen Mark en Ravensberg. Een huwelijk met een dochter, Anna van Kleef uit deze belangrijke familie is dan ook voor koning Hendrik VIII van Engeland politiek van belang. De stad Herford wordt in 1547 verenigd met het graafschap, nadat de reformatie in het sticht Herford is doorgevoerd. In 1609 sterft de dynastie uit met hertog Jan Willem.

### De Gulik-Kleefse Successieoorlog (1609-1614)
Aan de vooravond van de Dertigjarige Oorlog speelt zich de Gulik-Kleefse Successieoorlog af, waarbij de religieuze component een belangrijke rol speelt. In 1614 wordt met het Verdrag van Xanten een oorlog voorkomen. Het hertogdom Kleef en de graafschappen Mark en Ravensberg komen aan de keurvorst van Brandenburg en de hertogdommen Berg en Gulik aan de paltsgraaf van Palts-Neuburg. De laatste was tijdig katholiek geworden om steun te krijgen tegen de protestantse keurvorst van Brandenburg.

### Het graafschap onder het huis Hohenzollern (1614-1807)

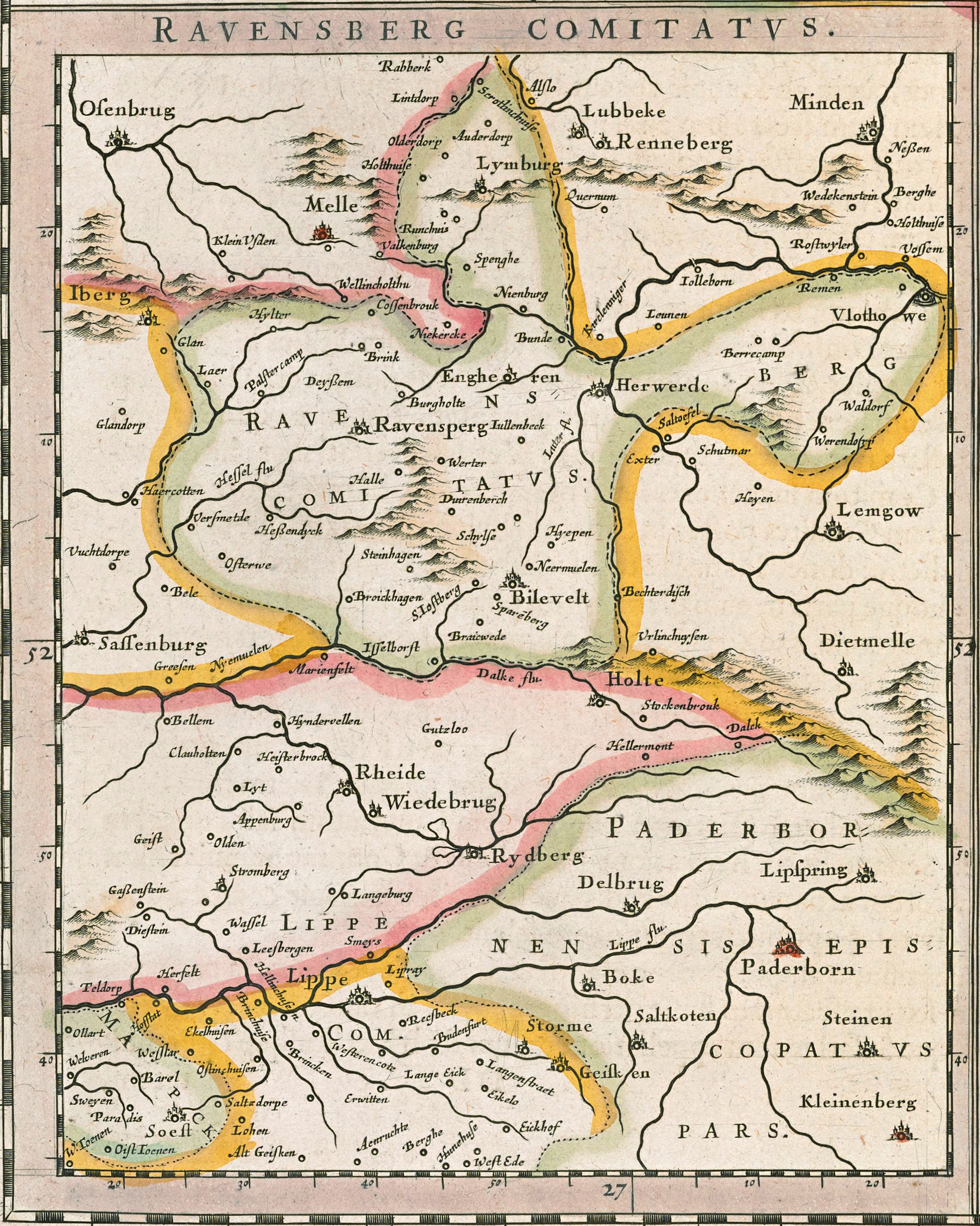
Kaart van het Graafschap Ravensberg uit de 17e eeuw

Het graafschap is een buitenpost van het keurvorstendom Brandenburg, maar dat verbetert als in 1648 door de Vrede van Westfalen het aangrenzende prinsbisdom Minden aan Brandenburg toekent. Het graafschap Ravensberg en het vorstendom Minden worden in 1719 administratief met elkaar verbonden, waardoor Bielefeld, de historische hoofdstad van Ravenberg zijn functie verliest omdat het bestuur zich in Minden vestigt.

### Het graafschap na 1807
Na de Pruisische nederlagen van 1806 en 1807 moet Pruisen in de Vrede van Tilsit in 1807 al zijn gebieden ten westen van de Elbe afstaan. Ravensberg wordt dan bij het koninkrijk Westfalen gevoegd. In 1810 komt een deel van het graafschap bij het keizerrijk Frankrijk. Na de napoleontische nederlagen van 1812 en 1813 wordt het graafschap door het Congres van Wenen in 1815 weer bij het koninkrijk Pruisen gevoegd.

## Administratieve indeling omstreeks 1750
- stad Bielefeld
- stad Herford
- ambt Limberg
- ambt Ravensberg
- ambt Sparrenberg
- ambt Vlotho

ontleend aan de historische atlas